# Lo spettacolo
Lo spettacolo è un brano del gruppo rock italiano Litfiba. È il secondo singolo estratto, nel 1995, dall'album "Spirito".
In autunno, per la promozione dell'album Lacio drom (Buon viaggio), il singolo è uscito nuovamente in versione "remix", con il sottotitolo "Dance Factory".

## Tracce

### Edizione originale
- Lo Spettacolo - 4:10

### Edizione remix
1. Lo Spettacolo (Mad House Mix)
2. Lo Spettacolo (Space Mix)
3. Lo Spettacolo (Rock Mix)

## Formazione
- Piero Pelù - voce
- Ghigo Renzulli - chitarre
- Roberto Terzani - chitarra ritmica, voce addizionale
- Daniele Bagni - basso
- Antonio Aiazzi - tastiere
- Franco Caforio - batteria e marimba
- Candelo Cabezas - percussioni

## Edizioni
- Originale: Pubblicato unicamente in "cardsleeve edition" (busta in cartoncino)
- Remix: Pubblicato in "digipak edition"